# Opołta
Opołta (646 m) – szczyt w Beskidzie Sądeckim, w Paśmie Radziejowej. Wznosi się powyżej kościoła w Jaworkach i jest zakończeniem grzbietu odbiegającego z Bukowinek (1209 m). Zachodnie stoki Opołty opadają do doliny Starego Potoku, wschodnie do doliny Czarnej Wody, południowe do doliny Grajcarka.
Opołta jest bezleśna, zajęta przez pola uprawne wsi Jaworki w województwie małopolskim, w powiecie nowotarskim, w gminie miejsko-wiejskiej Szczawnica. Na jej szczycie stoi krzyż milenijny.

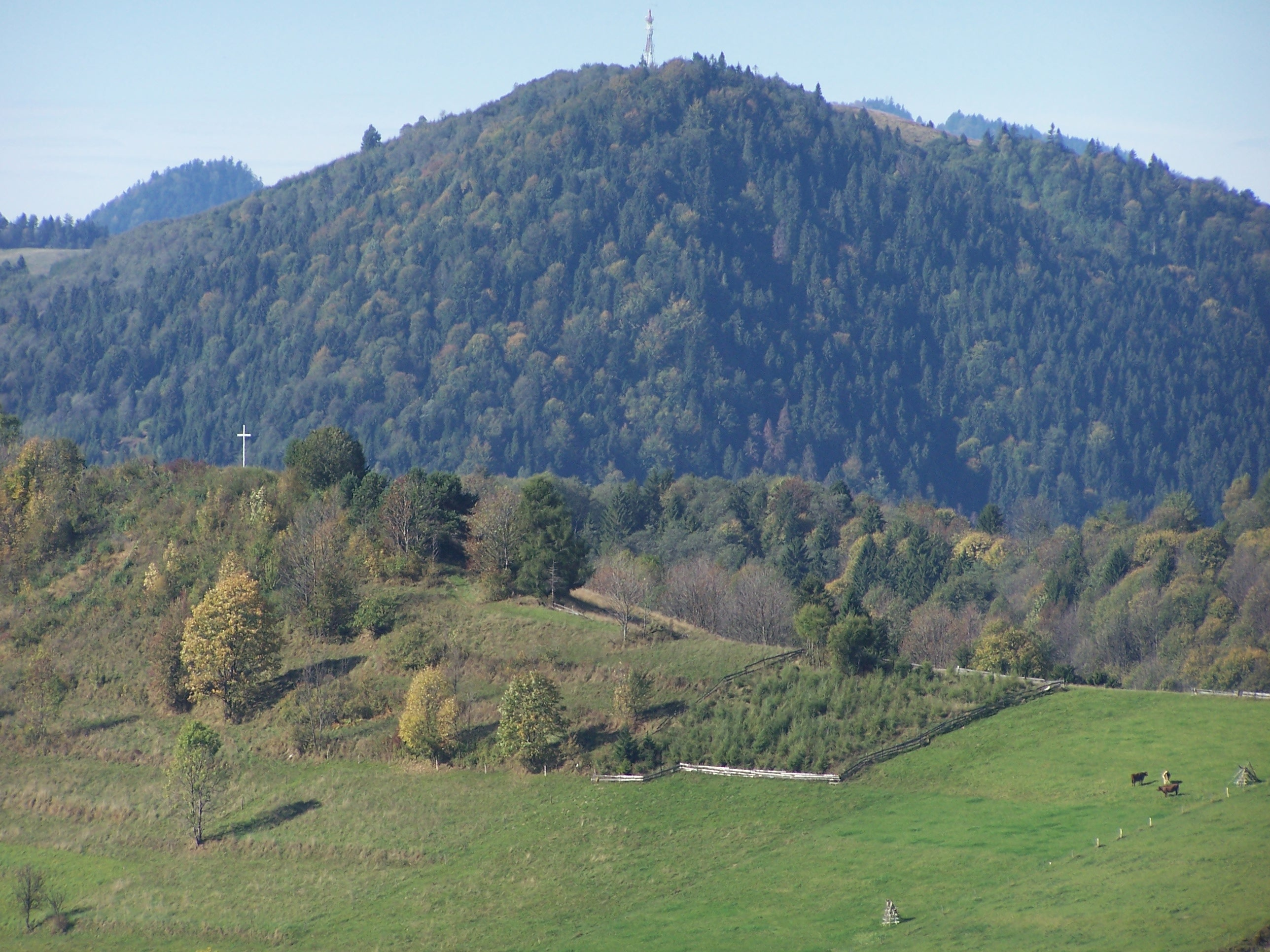
Widok od wschodniej strony na Opołtę i masyw Jarmuty